# Хмельникская городская община
Хмельникская городская община (укр. Хмільницька міська громада) — территориальная община в Украине, на бывших территориях Хмельникского района, Литинского района и Хмельницкого городского совета Винницкой области. Административный центр – город Хмельник.
Площадь общины: 635.9 км2 , население общины: 43 609 жителей (2021)
Образована 20 ноября 2018 путем присоединения Соколовского сельского совета Хмельницкого района к Хмельникскому городскому совету областного значения.
12 июня 2020 года Хмельницкая городская община образована в составе Хмельницкого городского совета областного значения, Березнянского, Великомитницкого, Голодьковского, Кривошиевского, Куманивецкой, Лелитской, Лозовской, Порицкой, Соколовской, Семаковской, Широгрежской ской и Шевченковской сельских советов Литинского района.

## Населённые пункты
В состав общины входят 42 населенных пункта: город Хмельник и села: Александровка, Березна, Белый Рукав, Будков, Великий Мытник, Вербовка, Голодьки, Гули, Думенки, Журавно, Ивановцы, Кожухов, Колыбабинцы, Красноселка, Кривошеи, Крупин, Крутнев, Куриловка, Кушелевка, Лелитка, Лесное, Лука, Лысогорка, Малый Мытник, Медведевка, Осичок, Педосы, Порик, Сербановка, Соколова, Старая Гута, Сёмаки, Тесы, Томашполь, Углы, Филиополь, Чудиновцы, Шевченко, Широкая Гребля.